# Hvar (miasto)
Hvar (wł. Lesina) – miasto w Chorwacji, w żupanii splicko-dalmatyńskiej, siedziba miasta Hvar. Jest położony na dalmatyńskiej na wyspie o tej samej nazwie. W 2011 roku liczył 3771 mieszkańców.
W mieście znajdują się mury z VII w., najstarszy teatr miejski w Europie otwarty w 1612 roku, muzea, galerie i wystawy.
Hvar jest popularnym kurortem turystycznym. W centrum miasteczka znajduje się niewielki port jachtowy, otoczony zabytkową zabudową, a także żwirowe i skaliste plaże. Na przedmieściach miasta znaleźć można urokliwe zatoczki. Kurort znany jest z dużej ilości restauracji, barów i dyskotek.

## Koronki z Hvaru
Na wyspie Hvar istniała tradycja wykonywania z włókna agawy lin i nici do wyplatania sieci rybackich.
Od XIX wieku koronki teneryfowa z nici agawy wykonują je wyłącznie zakonnice z miejscowego klasztoru benedyktynek.
Koronkarstwo zostało wpisane na listę niematerialnego dziedzictwa UNESCO w Europie.

## Przypisy

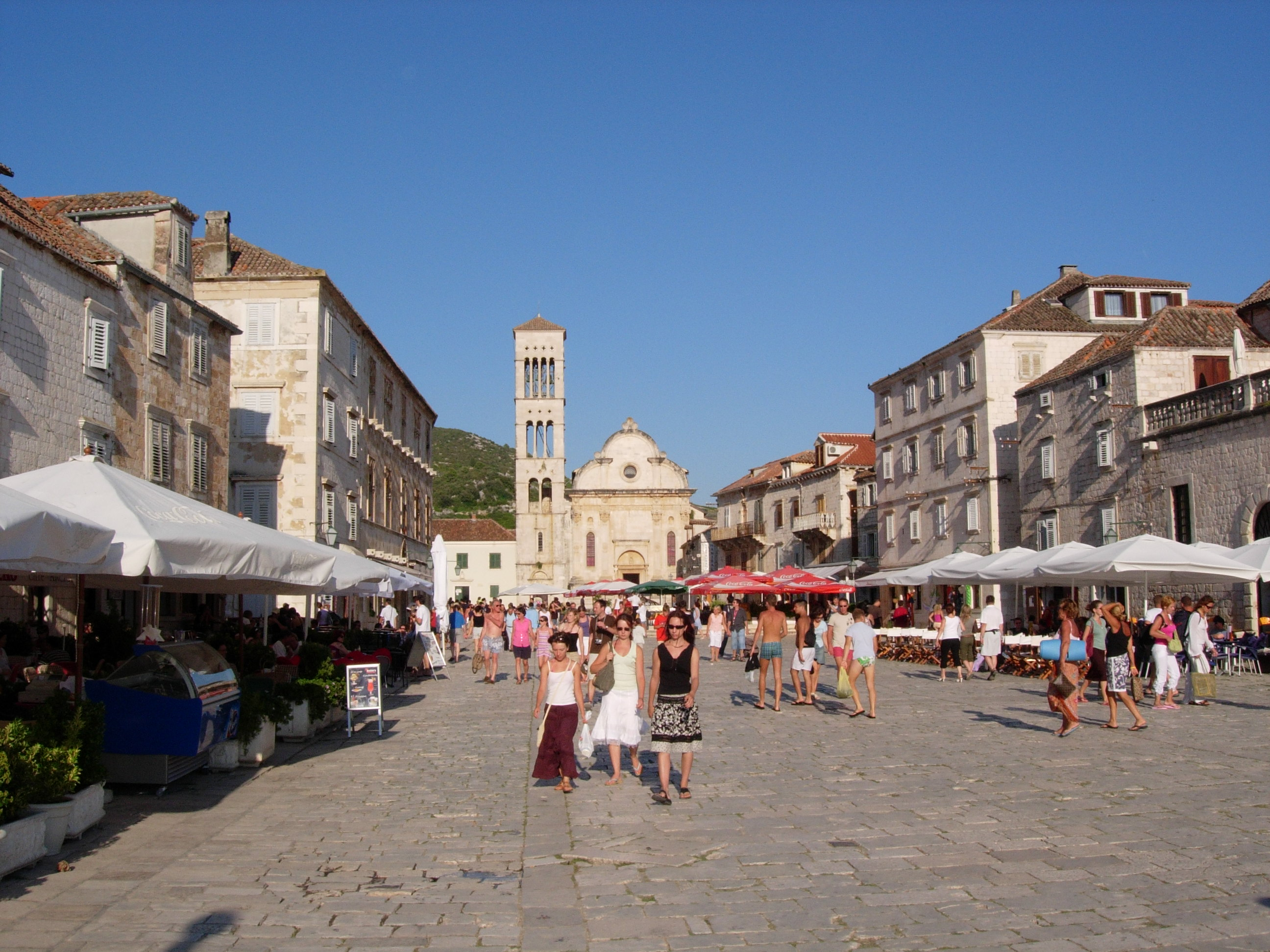
Hvar – Rynek. W głębi kościół Św. Stefana